# Madruzzo (Trentino)
Madruzzo ist eine italienische Gemeinde mit 2991 Einwohnern (Stand 31. Dezember 2023) in der Provinz Trient (Region Trentino-Südtirol). Sie ist Teil der Talgemeinschaft Comunità della Valle dei Laghi.

## Geographie
Der Gemeindesitz in Lasino liegt etwa 12 Kilometer südwestlich von Trient auf der orographisch linken Talseite im Valle dei Laghi.
Zur Gemeinde gehören auch die Fraktionen: Calavino, Lagolo, Lasino, Pergolese und Sarche.
Das Gemeindegebiet grenzt an die Gemeinden Cavedine, Comano Terme, Dro, San Lorenzo Dorsino, Trient und Vallelaghi.

## Geschichte
Die Gemeinde Madruzzo entstand 2016 aus dem Zusammenschluss der bis dahin eigenständigen Gemeinden Lasino und Calavino. Unter dem gleichen Namen existierte sie bereits von 1928 bis 1953.